# سيفتاب أوزالتون
سيفتاب أوزالتون، ممثلة ومغنية تركية ولدت في 12 أيلول 1984 في محافظة أرتوين شمال شرق تركيا، مثلت دور هاجر في مسلسل ما ذنب فاطمة جول؟ مع بيرين سات وانجين أكيوريك وظهرت في مسلسلات وأفلام أُخرى.